# Xã Creston, Quận Platte, Nebraska
Xã Creston (tiếng Anh: Creston Township) là một xã thuộc quận Platte, tiểu bang Nebraska, Hoa Kỳ. Năm 2010, dân số của xã này là 432 người.